# Cerro Azul (tiểu vùng)
Cerro Azul là một tiểu vùng thuộc bang Paraná, Brasil. Tiều vùng này có diện tích 3472 km², dân số năm 2007 là 29335 người.